# Chlorophytum hirsutum
Chlorophytum hirsutum là một loài thực vật có hoa trong họ Măng tây. Loài này được A.D.Poulsen & Nordal mô tả khoa học đầu tiên năm 1999.